# Garella rotundipennis
Garella rotundipennis är en fjärilsart som beskrevs av Walker 1864. Garella rotundipennis ingår i släktet Garella och familjen trågspinnare. Inga underarter finns listade i Catalogue of Life.